# I molteplici mondi di Giovanni, il cantante Neffa
I molteplici mondi di Giovanni, il cantante Neffa è il quarto album in studio del cantante italiano Neffa, pubblicato il 3 ottobre 2003 dalla Sony Music.

## Tracce
1. Intro – 0:25
2. Prima di andare via – 3:51
3. Come mai – 3:40
4. Quando finisce così – 3:48
5. Lady – 3:18
6. Ragazzina illusa – 5:40
7. Disperato – 4:53
8. Guardo il cielo – 2:57
9. Non tornerò – 2:09
10. O Tempo e o vento – 3:00
11. Vieni con me – 5:16
12. La nostra verità – 5:10
13. Sunshiny Day – 2:25
14. Le ragazze sole – 3:48
15. Ancora non lo so – 3:25
16. I viaggi di Ulisse/Ho sballato – 8:01

Riedizione del 2004
1. Le ore piccole – 2:18

## Formazione
- Neffa – voce, bonghi, conga, batteria, percussioni, tamburello, tastiera
- Paolo Emilio Albano – chitarra acustica, classica ed elettrica
- Fabio Valdemarin – pianoforte, piano Rhodes, tastiera, pianoforte elettrico
- Maurizio Dei Lazzaretti – batteria
- Al Castellana – cori
- Paolo Caruso – conga, percussioni
- Leonardo De Amicis – orchestrazioni
- Alberto Bottero – trombetta
- Daniela Giardina – flicorno, trombetta
- Carlo Atti – sassofono tenore
- Alessandro Meroli – sassofono baritono, flauto
- Regina Saraiva – voce aggiuntiva (traccia 10)

## Classifiche
| Classifica (2003) | Posizione massima |
| ----------------- | ----------------- |
| Italia            | 23                |